# Nordfriedhof (Jena)

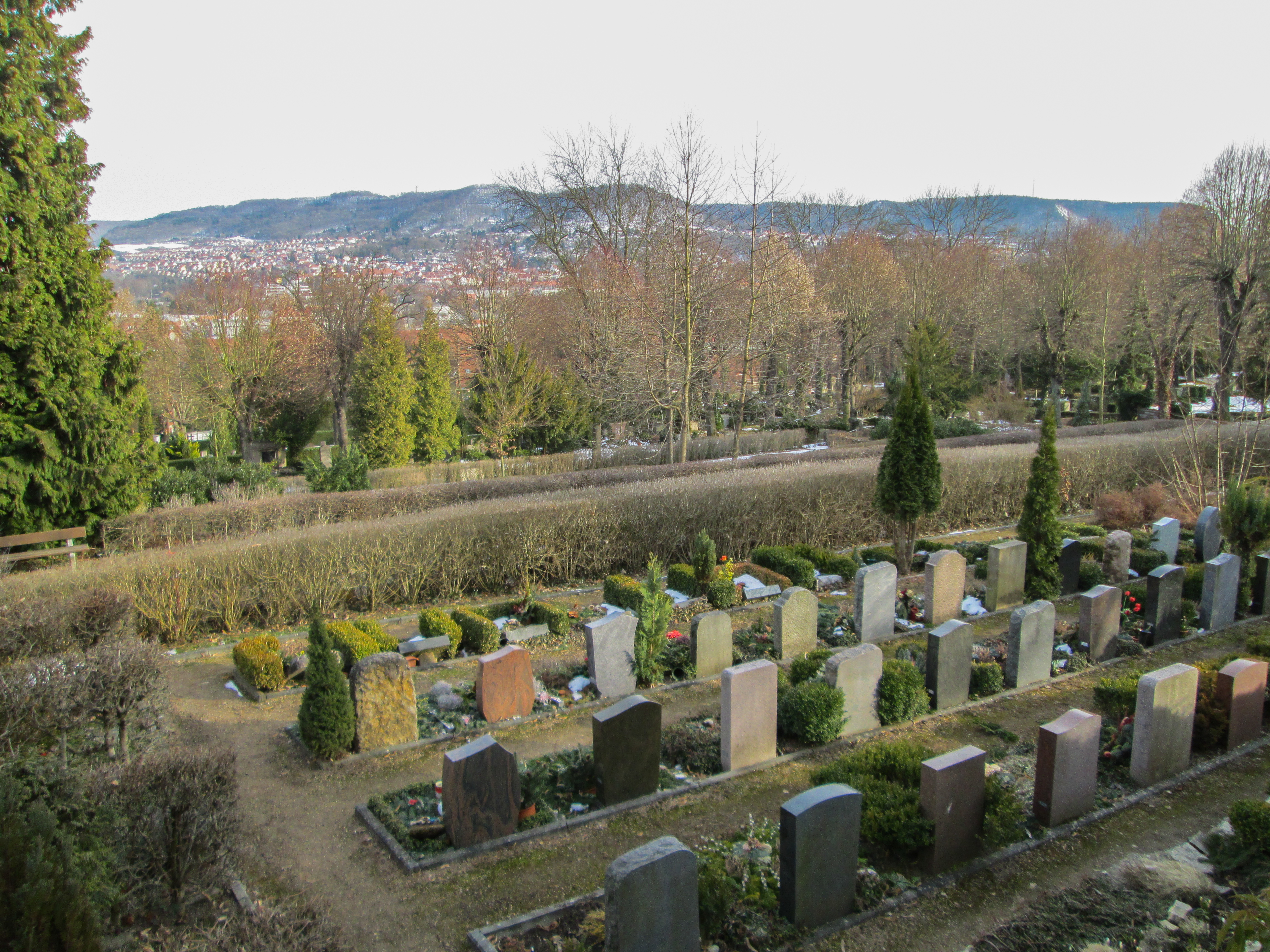
Sepultura com imagem da cidade ao fundo

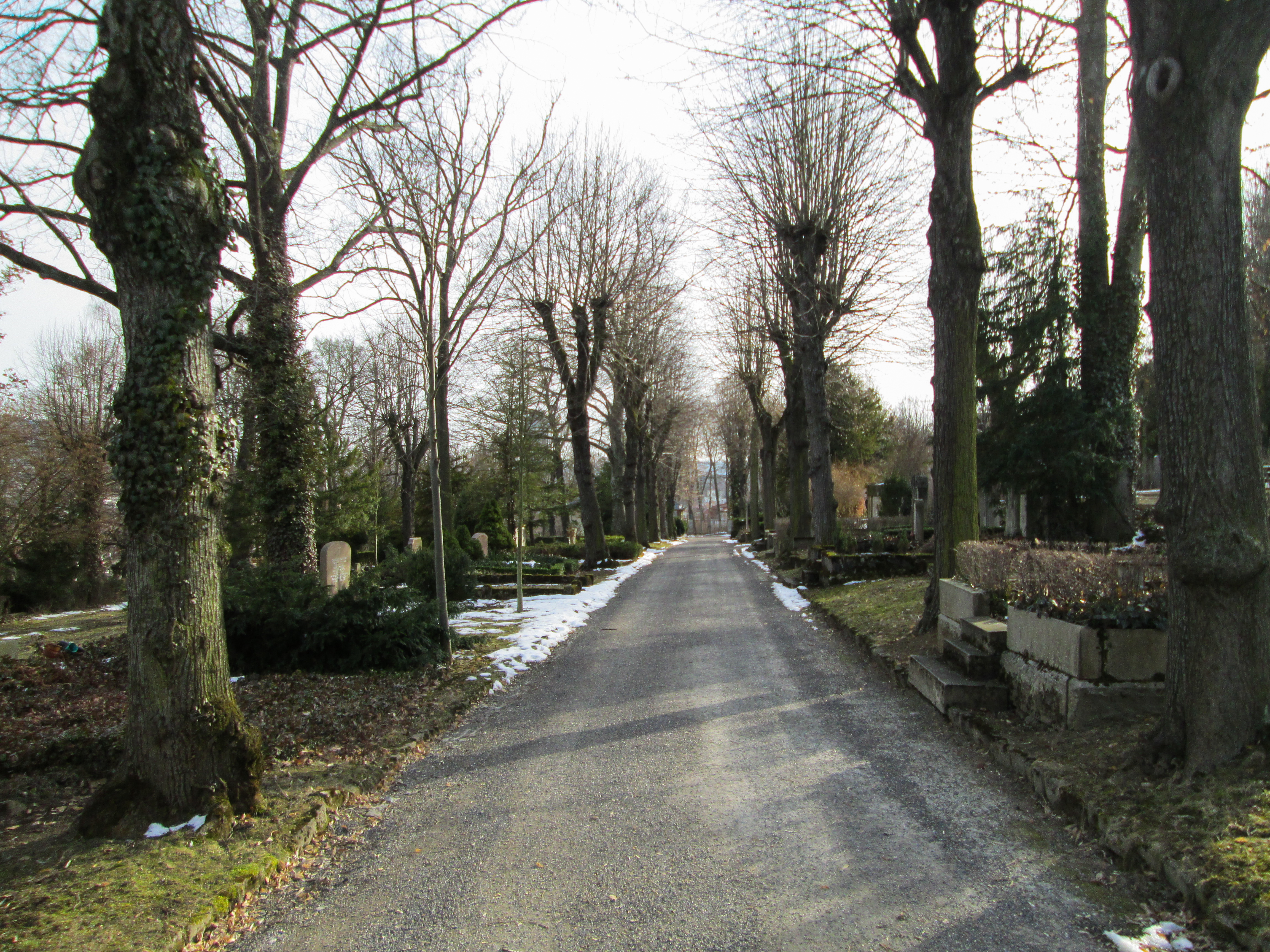
Caminho no cemitério

O Nordfriedhof é o maior cemitério de Jena, com área de 22 hectares e mais de 9 mil sepulturas.

## Localização e história
O Nordfriedhof está localizado ao norte do centro da cidade, estabelecido em 1884 como cemitério comunitário. O primeiro sepultamento ocorreu em 1889, e o primeiro corpo foi cremado em 1898.

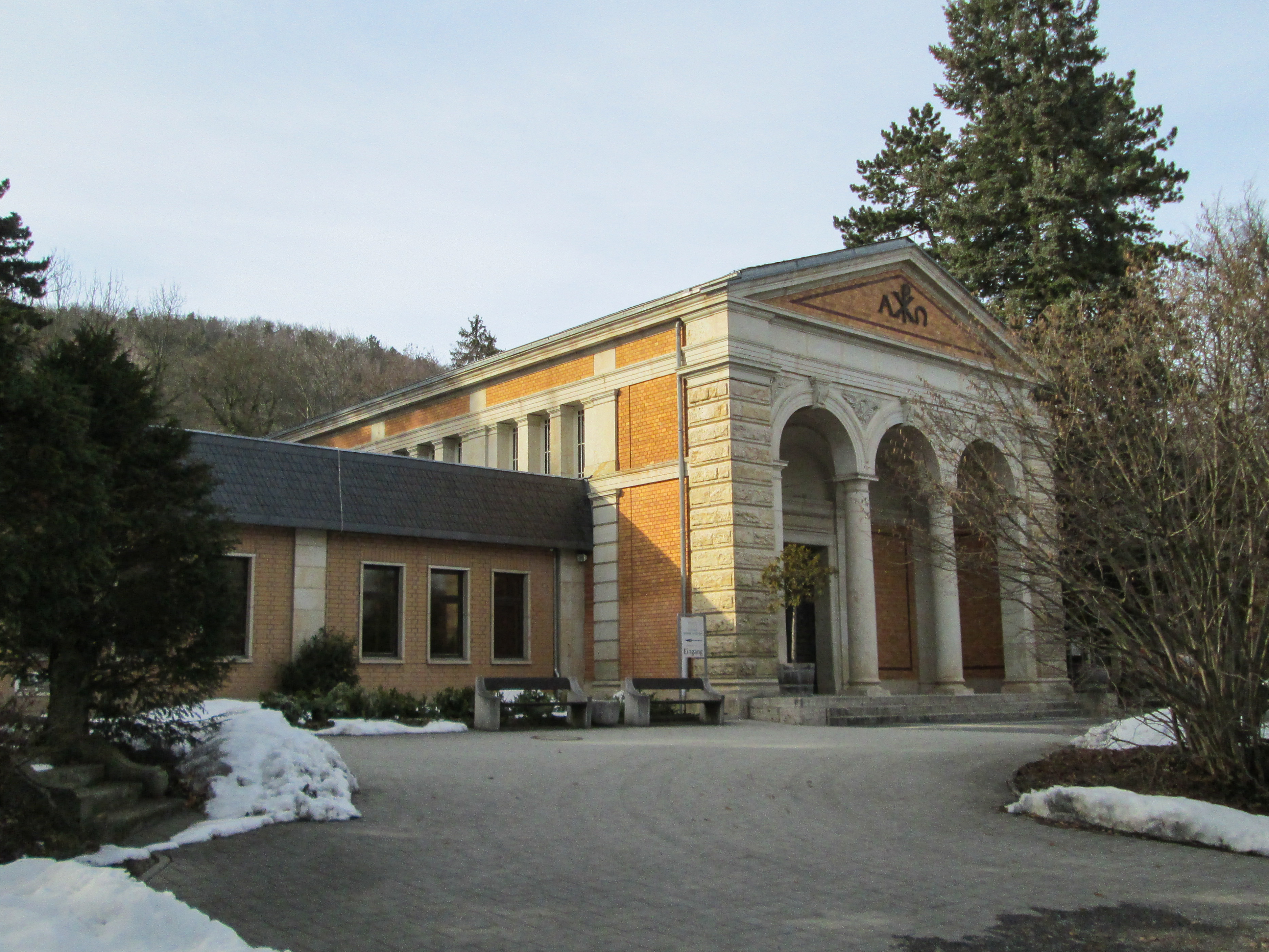
Die Feierhalle

A capela funerária ainda utilizada foi esboçada em 1887 pelo arquiteto Karl Timler e construída juntamente om o mestre de obras Theodor Hartmann. Em 1897 foi construído o crematório, na época o quinto da Alemanha.

## Sepultamento
- Ernst Karl Abbe - físico
- Carl Blomeyer
- Hans Boegehold - matemático
- Walter Brednow
- Siegfried Czapski - físico
- Berthold Delbrück
- Otto Devrient - ator
- Eugen Diederichs - publicista
- Matthias Domaschk
- Karl-Heinz Ducke
- Gustav Fischer (editor)
- August Gärtner - médico
- Georg Goetz
- Karl Griewank - historiador
- Karl Heussi
- Jussuf Ibrahim - pediatra
- Hanna Jursch - teóloga
- Wilhelm Kämmerer - pioneiro da computação
- Fritz Körner - pintor
- Curt Letsche - escritor
- Otto Liebmann - filósofo
- Theodor Lockemann - bibliotecário
- Tilo Medek - compositor
- Ernst Naumann - organista
- Hermann Pistor - matemático e físico
- Magnus Poser
- Carl Prüssing - químico
- Wilhelm Rein - pedagogo
- Moritz von Rohr - óptico
- Peter Schäfer - historiador
- Friedrich Schomerus
- Otto Schott - químico
- Bernhard Sigmund Schultze - ginecologista
- Friedrich Slotty - indogermanista
- Ernst Stahl - botânico
- Max Steenbeck - físico
- Grete Unrein - política
- Walter Augustin Villiger - astrônomo e engenheiro
- Helene Voigt-Diederichs - escritora
- Otto Wagner - político
- Ernst Wandersleb - físico
- Lothar Zitzmann - pintor